# Escut de Bràfim
L'escut oficial de Bràfim té el següent blasonament:
Escut caironat: de sinople, una ermita de sable tancada d'argent ressaltant sobre un bordó de pelegrí d'or posat en barra amb la carabassa ataronjada. Per timbre, una corona mural de vila.

## Història
Va ser aprovat el 15 d'abril del 2003.
L'ermita és un senyal tradicional de Bràfim, possiblement una referència al santuari de Santa Maria de Loreto, que es troba al municipi. El bordó de pelegrí i la carbassa són els atributs de sant Jaume, patró de la vila.